# حجر صحي

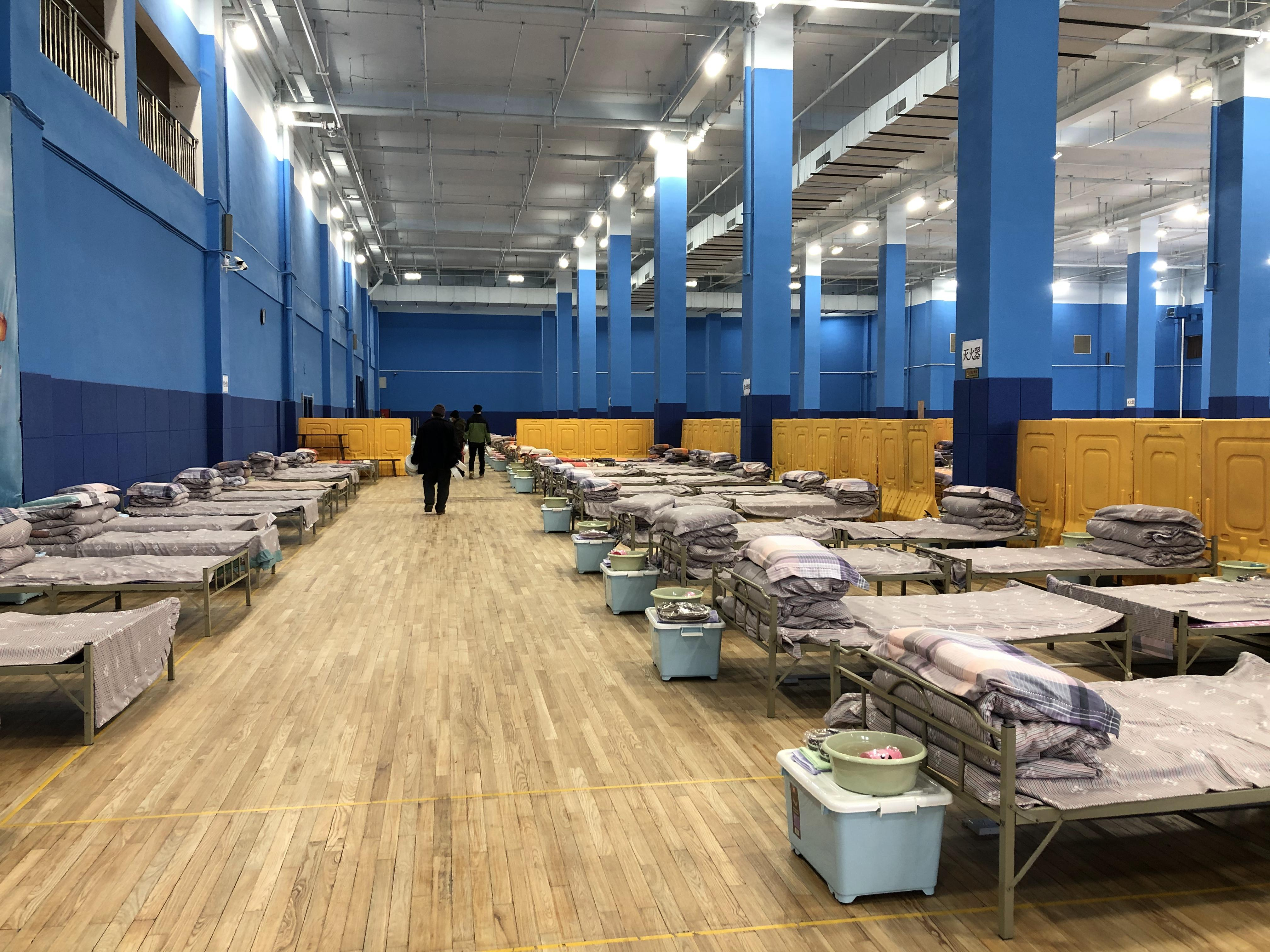
مركز رياضي في مدينة ووهان الصينية وقد حوِّل إلى مركز حجر صحي في وباء كورونا عام 2019

المَحْجَر الصحي (بالإنجليزية: Quarantine) هو مكان يُعزل فيه أشخاص، أو أماكن، أو حيوانات، قد تحمل خطر العدوى. وتتوقف مدة الحجر الصحي على الوقت الضروري لتوفير الحماية، في مواجهة خطر انتشار أمراض بعينها. ويشير الحجر الصحي في سياق الرعاية الصحية إلى مختلف الإجراءات الطبية المتبعة لإحباط انتشار العدوى التي قد تنتشر بالمستشفيات. حيث توجد صور مختلفة للحجر الصحي تُستعمل اعتماداً على نمط العدوى والعوامل المتضمنة في انتشارها، وذلك بهدف مواجهة التشابه في عملية الانتشار عبر الجسيمات الهوائية أو القطرات، أو عبر الاتصال عن طريق الجلد، أو من خلال الاتصال عن طريق سوائل الجسم.

## تاريخه
يرجع تاريخ الحجر الصحي إلى آلاف السنين، فقد تم العثور على ذكر للعزل في سفر «اللاويين» وهو الكتاب الثالث من التوراة، الذي يعود تاريخ كتابته إلى القرن الخامس أو الثامن قبل الميلاد، وعند الصينيون ظهر أول محجر صحي في عهد أسرة شانغ التي حكمت في وادي النهر الأصفر خلال الأعوام (1766 ق.م- 1122 ق.م)، ومنذ ذلك الحين أدرك الناس أن عزل المصابين يساعد في الحد من انتشار العدوى. فيما ذكر العزل في تاريخ الإسلام عند النبي محمد في حديث ذكر فيه: «إذا سمعتم بالوباء بأرض فلا تقدموا عليه، وإذا وقع بأرض وأنتم بها فلا تخرجوا فرارا منه» وفي حديث آخر له قال: «لا يورد ممرض على مصح». وفي عهد الخليفة الوليد بن عبدالملك بُني أول مستشفى للحجر الصحي في التاريخ الإسلامي، بسبب انتشار مرض الجذام (هانسن).

## الإشارات والأعلام
استُخدِمَت الأعلام الصفراء والخضراء وحتى السوداء للإشارة إلى المرض في السفن والموانئ. يملك اللون الأصفر تاريخًا طويلًا في هذا الشأن؛ فقد استُخدِم سابقًا كعلامة تُوضَع على المنازل المصابة، قبل استخدامه كعلامة بحرية للمرض. العلم الحالي المستخدم لهذا الغرض هو علم «ليما»، وهو خليط من الأعلام الصفراء والسوداء المستخدمة سابقًا. يطلق عليه أحيانًا «الجاك الأصفر»، وهو اسم استُخدِم سابقًا للإشارة إلى الحمى الصفراء، التي يُحتمل أنها اشتقت اسمها الشائع من العلم، لا لون الضحايا (استخدمت سفن الكوليرا أيضًا علمًا أصفر). ربما استمد العلم الأصفر (كيبيك أو Q في أعلام الإشارات البحرية الدولية) رمز حرفه لاستخدامه السابق في الإشارة إلى الكورنتينة (أي الحجر الصحي)، لكن يشير هذا العلم في العصر الحديث إلى العكس؛ أي تعلن السفينة التي تضعه أنها خالية من الأمراض، وتطلب بذلك التعامل مع الموانئ.

## الاعتبارات الأخلاقية والعملية
يثير الحجر الصحي للأشخاص تساؤلات حول الحقوق المدنية في معظم الأحيان، خاصّةً في حالات الحبس أو الفصل الطويل عن المجتمع، مثل حالة ماري مالون (المعروفة أيضًا باسم ماري التيفوئيد)، وهي امرأة حاملة لحمى التيفوئيد احتُجِزَت ووُضِعَت في الحجر الصحي في عام 1907 لتقضي آخر 23 عام و7 أشهر من حياتها في عزلة طبية في مستشفى ريفرسايد في جزيرة الأخ نورث.

## الأمم المتحدة ومبادئ سيراكوزا
وُضِعَت إرشادات حول متى وكيف يمكن تقييد حقوق الإنسان لمنع انتشار الأمراض المعدية في مبادئ سيراكوزا، وهي وثيقة غير ملزمة وضعها معهد سيراكوزا الدولي للعدالة الجنائية وحقوق الإنسان واعتمدها المجلس الاقتصادي والاجتماعي للأمم المتحدة عام 1984. تنص مبادئ سيراكوزا على أن القيود المفروضة على حقوق الإنسان بموجب العهد الدولي الخاص بالحقوق المدنية والسياسية يجب أن تفي بمعايير الشرعية والضرورة القائمة على الأدلة والتناسب والتدرج، مع الإشارة إلى إمكانية استخدام الصحة العامة أساسًا للحد من حقوق معينة إذا كانت الدولة تحتاج إلى اتخاذ تدابير تهدف إلى الوقاية من المرض أو الإصابة أو إلى توفير الرعاية للمرضى والمصابين. يجب أن تكون ضرورة القيود على الحقوق (مثل الحجر الصحي) هائلة للغاية، ما يعني أنها تحقق ما يلي:
- الاستجابة للاحتياجات العامة أو الاجتماعية الملحة (الصحة).
- السعي بشكل متناسب إلى تحقيق هدف مشروع (منع انتشار الأمراض المعدية).
- استخدام أقل الوسائل تقييدًا لتحقيق الغرض من الحجر.
- يعتمد توفيرها وتنفيذها على القانون.
- لا تكون تعسفية ولا تمييزية.
- تقيد الحقوق التي تدخل في اختصاص الدولة التي تسعى لفرض الحجر.[13]

بالإضافة إلى ذلك، عند فرض الحجر الصحي، تحدد أخلاقيات الصحة العامة ما يلي:
- يجب أن تكون جميع الإجراءات التقييدية مدعومة جيدًا بالبيانات والأدلة العلمية.
- يجب إتاحة جميع المعلومات للجمهور.
- يجب شرح جميع الإجراءات بوضوح للأشخاص تحت الحجر وللجمهور.
- يجب أن تخضع جميع الإجراءات للمراجعة الدورية وإعادة النظر.

وأخيرًا، تكون الدولة ملزمة أخلاقيًا بتقديم ضمانات معينة:
- لن يتعرض الأشخاص المصابون للتهديد أو الإساءة.
- توفير الاحتياجات الأساسية مثل الغذاء والماء والرعاية الطبية والرعاية الوقائية.
- يُسمَح للشخص بالتواصل مع أحبائه ومقدمي الرعاية.
- تطبيق الحجر بشكل متساوٍ بصرف النظر عن الاعتبارات الاجتماعية.
- تعويض المرضى بشكل عادل عن الخسائر الاقتصادية والمادية، بما في ذلك الرواتب.[14]

### التأثير النفسي
قد يكون للحجر آثار نفسية سلبية على أولئك المعزولين. وتشمل هذه اضطراب الكرب التالي للصدمة والارتباك والغضب. وفقًا لمراجعة سريعة نُشرت في دورية ذا لانسيت ردًا على جائحة فيروس كورونا 2019-2020: «ارتبطت الضغوطات بطول فترة الحجر الصحي، وتضمن ذلك الخوف من الإصابة والإحباط والملل وعدم كفاية الإمدادات وعدم كفاية المعلومات والخسارة المالية والوصم. اقترح بعض الباحثين احتمالية دوام بعض التأثيرات على المدى الطويل. في المواقف التي يعتبر فيها الحجر الصحي ضروريًا، يجب على المسؤولين عزل الأفراد مدة لا تزيد عن المطلوب، وتقديم أسباب منطقية واضحة للحجر الصحي ومعلومات حول البروتوكولات، وضمان توفير إمدادات كافية. قد تساعد في ذلك مناشدات الإيثار بتذكير الجمهور بفوائد الحجر الصحي للمجتمع الأوسع».

### المحاجر قصيرة المدى (لإزالة التلوث مثلًا)
يمكن أن تكون فترات الحجر قصيرة جدًا، كما هو الحال في حالة الاشتباه بهجوم الجمرة الخبيثة، حيث يُسمح للأشخاص بالمغادرة بمجرد التخلص من ملابسهم التي يحتمل أن تكون ملوثة والاستحمام المُطهِر. على سبيل المثال، يصف مقال بعنوان «عزل العاملين في الديلي نيوز» وحدة عزل وجيزة استمرت إلى أن تمكن العاملون من الاستحمام في وحدة إزالة التلوث.
اقترح عدد فبراير / مارس 2003 من مجلة هازمات ما يلي: «حبس الأشخاص في غرفة لإزالة التلوث بشكل مناسب، في حال الشك بوجود الجمرة الخبيثة».

وصف ستيف أوربون كبير المراسلين في ستاندرد تايمز (14 فبراير 2003) سلطات الحجر المؤقتة هذه:
«اعترض ناشطو الحقوق المدنية في بعض الحالات على اعتقال الأشخاص وتجريدهم من ملابسهم وإخضاعهم للاستحمام رغمًا عنهم. لكن النقيب شميل قال إن الهيئات الصحية المحلية تملك «سلطات خاصة في حالة الحجر الصحي على الناس».
الغرض من هذا الحجر الصحي هو منع انتشار التلوث واحتوائه كي لا يتعرض الآخرون للخطر بسبب شخص فرّ من مكان يشتبه بتلوثه. يمكن استخدامه أيضًا للحد من التعرض، وكذلك القضاء على العامل الناقل.
تشمل التطورات مفاهيم جديدة تخص وسائل الحجر الصحي مثل: حافلات الإسعاف والمستشفيات المتنقلة وإجراءات الإغلاق/ الإخلاء (الإخلاء العكسي)، بالإضافة إلى محطات تتوقف فيها حافلات الإسعاف لتضع ما تحمله ضمن المنشآت المعزولة.

## الحجر الصحي الذاتي
الحجر الصحي الذاتي (أو العزلة الذاتية) هو مصطلح شائع ظهر خلال جائحة فيروس كورونا 2019-2020، انتشر في معظم البلدان في عام 2020. شُجِّع المواطنون على البقاء في المنزل للحد من انتشار المرض.